# Коста Илић Мумџија
Коста Илић звани Мумџија (Власотинце, 1832 — Власотинце, 13. април 1911) био је трговац и индустријалац, један од оснивача модерне лесковачке индустрије.

## Биографија
Коста Илић се родио у Власотинцу 1832. године. Његов отац Илија (1800-1899) био је по занимањy терзија. За време великог устанка у Јужном Поморављу, 1841. године, Турци су опљачкали и спалили Власотинце, као и дућан Костиног оца, због чега је породица живела у сиромаштву и привремено се преселила у Црну Бару.
Седам година после тога његов отац Илија је као народни изасланик ишао у Цариград да моли за повољно решење неких аграрних спорова Власотинчана са чифлик-сајбијама.
Тек када му је било десет година, Коста је пошао у школу, али је одлази само током зиме, када није било послова у пољу, јер је преко лета чувао стоку и надничио.
По завршетку школе, није одмах пошао на занат, него је надничио заједно са својом сестром. Али после једне градобитине, кад се од винограда ништа није могло очекивати, отац је дао Косту у служби код Коце Влајчића у Лесковцу да изучи мумџијски занат. Код Влајчића није остао ни годину дана, већ је прешао другом мајстору који му је више плаћао. Услед болести је, потом, напустио занат и почео да се бави скупљањем лоја по Власотинцу и околини, како би га носио у Лесковац на продају, најпре пешке на рамену, а потом на коњу. Поред заната, је правио и лојане свеће.
Кад је стекао нешто пара, удружио се са својим земљаком, стрицем своје жене, Ђорђем Стојиљковићем и отворио мумџијску радњу за израду сапуна и свећа. Ђорђа Стојиљковића су Турци обесили у Нишу за време Садразамске буне 1860. године. После седам година ортаклукa је отворио сопствену мумџијску радњу, а поред тога је трговао стоком, вуном, маслом и крчмио пиће, али је и зеленашио.
Учествовао је у Српско-турским ратовима и у ослобађању Власотинца од Турака. Године 1878. је био одборник власотиначког Општинског суда.
Ослобођење наших крајева од Турака (1877/78) затекло га је у приличној имућности, коју је, потом, увећао куповином имања од Турака, који су се после рата нагло исељавали. Његове њиве, воденице, ливаде, виногради, куће и дућани доносили су добру ренту. Костин биограф каже да је Мумџија „неуморним радом и великом штедњом начинио леп капитал”. Коста је
поседовао читлук у Горњем Буниброду, са 75 кућа и већ тада се убрајао међу најбогатије људе у лесковачком крају.
Након Берлинског конгреса нашао се међу првима од 350 угледних грађана Власотинца, који су потписали изјаву објављену 12. априла 1878. у Српским новинама, у којој су се жестоко противили да буду део Бугарске, набрајајући заслуге Власотинчана за српску слободу током 19. века, доказујући своје српско порекло преко обичаја, задужбина и нарочито језика.
Од 1888. почео је да се бави банкарским пословима, оснивањем Лесковачке уедеоничарске штедионице у којој је био један од највећих деоничара.
Драгоцене податке о њему оставио је Феликс Каниц приликом боравка у Власотинцу 1889. године, називајући га „власотиначки Крез“, по последњем лидијском краљу Крезу, који је био познат по свом богатству и наводећи да је Мумџија давао и новац под интерес од 6% на месечном нивоу што је представљало превисоку камату.
На иницијативу свог зета Михаила Јанковића, мужа његове ћерке Јевросиме и Горче Петровића, те Бугарина Мануила Илијева, Коста Мумџија је учествовао у оснивању друге лесковачке гајтанаре у Козару (Лесковац), где је имао воденицу и имање откупљено од турског спахије, (1890/91) Био је власник 50% њених акција
Године 1895. Илићи су се, после дугих преговора, удружили са власницима прве фабрике гајтана у Стројковцу - Вучју и отворили заједнички прву фабрику штофа у Лесковцу, под називом Прва краљевска српска повлашћена фабрика вуненог гајтана, позаментеријских и платнених израда Поповић, Илић и компанија”. Фабрике у Вучју и Козару имају прворазредни значај, пошто су њихови власници и након прекида ортаклука наставили годинама да развијају текстилну индустрију, те се с правом могу сматрати зачтком онога што је касније прерасло у „српски Манчестер”. Ортаци фабрика постали и Костини његови синови: Петар, Сотир, Милан и Влада.
Године 1904, фабрика је променила име у „Илић, Теокаровић и Петровић”.
Почетком 20. века Илићи су излагали своје производе на текстилним сајмовима широм Европе, у Лондону и Лијежу, су освојили и прва међународна признања за свој рад.
Остао је упамћен и по томе што је међу првима на Југу Србије, слао синове ради образовања у иностранство. Сотир је завршио трговачку школу у Љубљани, Милан је у Бечу учио немачки, а Влада се школовао у Бечу и Ахену, где се налазио чувеном немачком текстилни центар.
Године 1906, Коста и његови синови, осим Петра, иступили су из акционарског друштва. С капиталом будимпештанске филијале Српске банке откупили су београдску фабрику штофа са све машинама на Карабурми, од Немца Евгенија Михаела, бившег техничког директора параћинске фабрике Браће Минх. Са синовима је основао ново акционарско друштво под називом „Текстилне фабрике Косте Илића Синова а. д.” Делом капитала из ова два акционарска друштва, откупили су од једне енглеске фирме и београдску фабрику платна са њеном филијалом — лесковачком платнаром, а пред Балкански рат (1912) откупили су и већину акција лесковачке фабрике канапа и ужарије. Са овим и другим предузећима створили су текстилни концерн Илића, чија је укупна годишња производња 1930. године износила 250.000.000 динара.
Коста Илић је умро 1911. године.
Сахрањен је на старом власотиначком гробљу, у гробници где су се већ били сахрањени његов отац Илија и рано преминула ћерка Василија. Гробље је након Другог светског рата пресељено на данашњу локацију.

## Добротвор
Даривао је разне културне организације и помагао изградњу објеката од општег друштвеног значаја. У Другом српско-турском рату дао је 400 дуката за један мали топ да се Власотинце брани од Турака. Помагао је и рад Друштва Светог Саве из Београда, које се бавило заштитом поробљених Срба у Турској.
Био је један од тројице дародаваца три звона за звонару у Цркви Сошествија Светог Духа у Власотинцу (1899) и помагао је Прво певачко друштво ,,Бранко’’ из Лесковца.

## Одликовање
Одликован је Таковским крстом V реда.

## Породица
Са супругом Костадином (Дином) Илић, рођеном Јовић имао је:
- Михајла (1864—1929)
- Петра (1866—1927) није имао потомство
- Благоја (1868—1916), кога су убили Бугари у Дубокој Долини код Сурдулице. Са супругом Јеленом није имао потомство
- Јевросиму – Роску (1874—1939) удату за Лесковчанина Мику Јанковића (1858–1930)
- Сотир (1873—1935), који се оженио сестром ортака Мануила Илијева, Бугарком Ганом Илијевом из Пловдива[2] и није имао потомство
- Милана (1875—1957)
- Василију (1876—1890)[3]
- Владу (1882—1952), који се оженио Олгом (—1959), унуком Лазара Дунђерског и није имао потомство